# Camptoptera brevifuniculata
Camptoptera brevifuniculata är en stekelart som beskrevs av Subba Rao 1989. Camptoptera brevifuniculata ingår i släktet Camptoptera och familjen dvärgsteklar. Inga underarter finns listade.